# Dakota Mathias
Dakota Daniel Mathias (ur. 11 lipca 1995 w Limie) – amerykański koszykarz, występujący na pozycji rzucającego obrońcy, obecnie zawodnik Texas Legends.
W 2018 reprezentował Cleveland Cavaliers podczas rozgrywek Letniej ligi NBA w Las Vegas, rok później występował w składzie Los Angeles Lakers. W 2019 rozegrał też trzy spotkania przedsezonowe, jako zawodnik Dallas Mavericks.
18 stycznia 2021 został zwolniony przez Philadelphia 76ers. 30 grudnia 2021 zawarł 10-dniową umowę z Memphis Grizzlies. 9 stycznia 2022 powrócił do zespołu Texas Legends. 14 stycznia 2022 zawarł kolejny 10-dniowy kontrakt z Grizzlies. 24 stycznia 2022 powrócił do składu Texas Legends.

## Osiągnięcia
Stan na 13 lutego 2022, na podstawie, o ile nie zaznaczono inaczej.
NCAA
- Uczestnik rozgrywek:
  - Sweet 16 turnieju NCAA (2017, 2018)
  - turnieju:
    - NCAA (2015–2018)
    - Portsmouth Invitational Tournament (2018)
- Mistrz sezonu regularnego Big 10 (2017, 2019)
- Zaliczony do:
  - I składu defensywnego Big 10 (2017)
  - Big Ten All-Academic Team (2016, 2017)
  - składu honorable mention Big Ten (2017, 2018)

Indywidualne
- Zaliczony do składu Midseason All-NBA G League Western Conference (2020)

Reprezentacja
- Wicemistrz uniwersjady (2017)